# 山口香 (作家)
山口 香（やまぐち かおる、男性、1946年 - ）は、日本の小説家。
山口県出身。駒澤大学文学部卒。編集者を経て、退社とともに『獣辱の狩人』（勁文社）でデビューした。官能小説と推理小説を書く。

## 著書
- 獣辱の狩人 グリーンドア文庫、1987
- 相姦スクランブル 大陸書房 1987.10 (Juicy novel)
- 淫辱の狩人 グリーンドア文庫 1988.4
- 不倫の蜜戯 大陸書房 1988.8 (Juicy novel)
- 濡めす狩り グリーンドア文庫 1988.10
- 狩人の謝肉祭 コスミックインターナショナル 1989.10 (Juicy novel)
- 淫囚の館 グリーンドア文庫 1989.9
- 溺愛の森 茜新社 1989.5
- 淫好ハンター グリーンアローノベルス 1989.7
- 天使狩り 光風社出版 1989.8
- 萩・津和野殺人事件 天山ノベルス 1990.4 「小京都殺人事件」廣済堂文庫
- 信州・伊那殺人渓谷 広済堂出版 1990.6 「天竜・伊那殺人渓谷」文庫
- OL美希・肛虐研修 グリーンドア文庫 1990.8
- 淫楽の花園 グリーンアローブックス 1990.2
- 女教師蜜の檻 グリーンドア文庫 1990.3
- 未亡人喪服の蜜獄 グリーンドア文庫 1991.8
- 仙台-鳴子殺人旅行 広済堂出版 1991.7 (Kosaido blue books)
- 奥利根殺人街道 天山ノベルス 1991.10 のち広済堂文庫
- 義母相姦奴隷 グリーンドア文庫 1991.12
- 聖子の唇 光風社出版 1991.10
- 加賀百万石まつり殺人事件 広済堂出版 1991.1 (Kosaido blue books) のち文庫
- 未亡人凌辱の檻 グリーンドア文庫 1991.1
- 結婚遊戯 夜の適正検査 光風社出版 1992.6
- 女子大生狂悦実習 グリーンドア文庫 1992.3
- O嬢不倫白書 青樹社 1992.4 (Big books)
- 継母凌囚の家 グリーンドア文庫 1992.11
- 出雲路霧の殺意 広済堂出版 1992.8 (Kosaido blue books)
- 社長秘書惨刑の夜 グリーンドア文庫 1992.8
- 愛人不倫白書 青樹社 1992.9 (Big books) 「愛人たちの疼き」双葉文庫
- 女子高生凌辱の制服 グリーンドア文庫 1993.10
- 媚姉妹交わる淫蜜 グリーンドア文庫 1993.7
- 令嬢媚肉人形 グリーンドア文庫 1993.3
- 濃蜜美人の唇 青樹社 1993.3 (Big books)
- 東京-宮崎殺人旅行 春陽文庫 1993.5 「日向灘殺人海域」桃園文庫
- 密室遊戯 誘惑の未亡人 光風社出版 1993.6
- 夜の管理人 広済堂文庫 1994.8
- 男になれないオトコたちへのH章 男は男らしく、女は女らしく 日新報道 1994.8
- 母と娘汚辱の館 グリーンドア文庫 1994.2
- 愛欲天使 夜の訪問者 光風社出版 1994.2
- 女医監禁病棟 グリーンドア文庫 1994.10
- 女子大生砂也子の乱獲 徳間オリオン 1994.11（オリオン文庫）
- 女子大生砂也子の密猟 徳間オリオン 1994.5（オリオン文庫）
- 欲望未亡人 光風社出版 1994.11
- 媚肉の陶酔 飛天出版、1994 「花芯のわななき」ケイブンシャ文庫
- 監禁牝奴隷 グリーンドア文庫 1995.2
- 濡れ肌志願 飛天文庫 1995.8
- 制服の欲望 桃園文庫 1995.5
- 巨乳教師陰辱の教壇 グリーンドア文庫 1995.11
- 監禁媚芯の慟哭 グリーンドア文庫 1995.7
- 告白・若奥さまの不倫 耽美な悦楽を貪る秘密のアバンチュール 日文文庫 1996.2
- 密命美人秘書 青樹社 1996.4 (Big books)
- 牝あそび OL砂也子の淫望 リイド文庫 1996.3
- 白衣の謝肉祭 広済堂文庫 1996.3
- 処女妻肛虐あやつり人形 グリーンドア文庫 1996.3
- 母と美姉妹トリプルレイプ グリーンドア文庫 1996.9
- 人妻弁護士・明日香 グリーンドア文庫 1997.4
- 華やかな狩人 日文文庫 1997.2
- 女医凌辱病棟 グリーンドア文庫 1997.9
- 艶やかな狩人 日文文庫 1997.10
- 社内妻 豊田行二共著 徳間文庫 1997.9
- 女体請負人 廣済堂文庫 1997.3
- 蜜肌の狩人 双葉ノベルス 1997.4 のち文庫
- 愛人 友子の性歴白書 1－2 コスミックインターナショナル 1997.8（ジューシーノベルス）
- 美唇受付嬢みだら裏接待 蒼竜ノベルス 1997.7
- 未亡人隷辱の契り グリーンドア文庫 1998.1
- 麗しき狩人 日文文庫 1998.3
- 蜜狩り図鑑 青樹社 1998.3 (Big books)
- 狩人の白昼夢 桃園文庫 1998.12
- 妖精の狩人 徳間文庫 1998.12
- 女体鑑定人 廣済堂文庫 1998.4
- 愛人契約 豊田行二共著 勁文社ノベルス 1998.6
- 天女の狩人 徳間文庫 1998.6
- 若妻の謝肉祭 桃園文庫 1999.9
- 情欲仕掛人 廣済堂文庫 1999.2
- 媚唇の戯れ ケイブンシャ文庫 1999.12
- 女神の狩人 徳間文庫 1999.12
- 淑やかな狩人 日文文庫 1999.12
- 美唇の饗宴 ケイブンシャ文庫 1999.2
- 嫋やかな狩人 日文文庫 1999.4
- 牝猫の狩人 徳間文庫 1999.5
- 花唇の誘惑 ケイブンシャ文庫 2000.5
- 聖女の狩人 徳間文庫 2000.6
- かわいい悪魔 廣済堂文庫 2000.2
- 秘書室の誘惑 日文文庫 2000.8
- 罠は人妻 廣済堂文庫 2000.4
- 信州高遠殺意の径 廣済堂出版 2001.7 (Kosaido blue books)
- 秘宴の花びら ケイブンシャ文庫 2001.4
- 淑女の狩人 徳間文庫 2001.8
- 熟女の爛宴 ケイブンシャ文庫 2001.10
- 秘唇の迷宮 ケイブンシャ文庫 2001.1
- 好色探偵 徳間文庫 2001.2
- 人事課不倫レポート 双葉文庫 2002.10
- 伊豆・石廊崎殺人岬 廣済堂文庫 2002.9
- 伊勢・志摩殺人街道 廣済堂文庫 2002.5
- 絶対豊乳主義 徳間文庫 2002.11
- 京都洛中殺人事件 桃園文庫 2002.12
- 港長崎・殺意の炎 廣済堂文庫 2002.12
- 白川郷ゆらめきの旅路 好色探偵 徳間文庫 2002.2
- 蜜欲秘書課長 廣済堂文庫 2003.5
- 総務部好色レポート 双葉文庫 2003.5
- 女悦の饗宴 美女狩り(秘)ファイル エクスタシー・バンケット 学習研究社 2003.5（ウルフ・ノベルス）
- 会津若松艶めきの旅路 好色探偵 徳間文庫 2003.8
- 美乳の蜜宴 コスミック・ロマン文庫 2003.10
- 牝獣狩り 双葉文庫 2003.8
- 好色の彩り 蜜欲秘書課長 廣済堂文庫 2003.10
- レッスンはお好き? 徳間文庫 2004.3
- 花唇の競艶 桃園文庫 2004.5
- 美色漁り 廣済堂文庫 2004.9
- 取締役秘書室長 徳間文庫 2004.12
- 好色専科 双葉文庫 2004.1
- 美蝶狩り 廣済堂文庫 2004.3
- 火遊びが好き 双葉文庫 2005.1
- 出世快道まっしぐら 取締役秘書室長 徳間文庫 2005.6
- 情欲カルテ 双葉文庫 2005.8
- 白衣の蜜宴 桃園文庫 2006.1